# Drosophila nigriculter
Drosophila nigriculter este o specie de muște din genul Drosophila, familia Drosophilidae, descrisă de Toyohi Okada în anul 1988.
Este endemică în Sri Lanka. Conform Catalogue of Life specia Drosophila nigriculter nu are subspecii cunoscute.